# 박경숙 (1921년)
박경숙(1921년~2020년 8월 31일)은 독립운동가 출신 조선민주주의인민공화국의 정치인으로, 광복 이후 조선로동당과 조선사회주의녀성동맹에서 직책을 맡고 최고인민회의 대의원을 역임했다.

## 참고 자료
- Suh, Dae-sook (1981). 《Korean Communism 1945–1980: A Reference Guide to the Political System》 1판. University Press of Hawaii. ISBN 0-8248-0740-5.